# Нижнегнутовское сельское поселение
Нижнегну́товское се́льское поселе́ние — муниципальное образование в составе Чернышковского района Волгоградской области.
Административный центр — хутор Нижнегнутов.

## История
Нижнегнутовское сельское поселение образовано 22 декабря 2004 года в соответствии с Законом Волгоградской области № 976-ОД.

## Население
| 2010  | 2012  | 2013  | 2014  | 2015  | 2016  | 2017  |
| ----- | ----- | ----- | ----- | ----- | ----- | ----- |
| 1517  | ↘1509 | ↗1510 | ↘1492 | ↘1470 | ↘1440 | ↘1408 |
| 2018  | 2019  | 2020  | 2021  |       |       |       |
| ↗1419 | ↘1395 | ↘1385 | ↘1348 |       |       |       |

## Состав сельского поселения
| № | Населённый пункт | Тип населённого пункта        | Население |
| - | ---------------- | ----------------------------- | --------- |
| 1 | Воробьёв         | хутор                         | 8         |
| 2 | Лозной           | хутор                         | 313       |
| 3 | Нижнегнутов      | хутор, административный центр | 1054      |
| 4 | Фирсовка         | хутор                         | 142       |